# Leopoldina von Brasilien

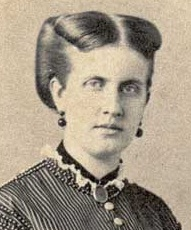
Leopoldina von Brasilien

Leopoldina Teresa Francisca Carolina Micaela Gabriela Rafaela Gonzaga de Bragança (* 13. Juli 1847 in Rio de Janeiro; † 7. Februar 1871 in Wien, Österreich-Ungarn) war eine Prinzessin von Brasilien.

## Leben
Leopoldina war eine Tochter von Kaiser Peter II. von Brasilien und Kaiserin Teresa Maria Cristina von Neapel-Sizilien.
Sie heiratete am 15. Dezember 1864 den Prinzen Ludwig August von Sachsen-Coburg und Gotha, Sohn von Prinz August von Sachsen-Coburg und Gotha und Clementine d’Orléans, Prinzessin von Frankreich.
Prinzessin Leopoldina starb 1871 mit 23 Jahren in Wien an Typhus. Sie wurde in der so genannten Koháry-Gruft der Kirche St. Augustin in Coburg bestattet.

## Nachkommen
- Peter August (* Rio de Janeiro 19. März 1866; † 6. Juli 1934)
- August Leopold (* Rio de Janeiro 6. Dezember 1867; † 11. Oktober 1922)
- Joseph (* Petrópolis 21. Mai 1869; † 13. August 1888)
- Ludwig Gaston (* Ebenthal 15. September 1870; † 23. Jänner 1942)